# Adam Ewald Felkerzamb
Adam Ewald Felkerzamb (Fölkersahm, Felkierzamb, Felkersamb) herbu własnego (ur. 25 maja 1734 – zm. 23 lutego 1794) – wojewoda inflancki 1790–1794, kasztelan witebski 1787–1790, szambelan Stanisława Augusta Poniatowskiego.
Był członkiem konfederacji Sejmu Czteroletniego.  Był posłem na Sejm Czteroletni w 1790 roku z województwa poznańskiego. Wybrany z Senatu sędzią Sejmu Czteroletniego w 1788 roku.
W 1789 roku odznaczony Orderem Orła Białego, w 1784 kawaler Orderu Świętego Stanisława.